# Mosallamīyeh
Mosallamīyeh (persiska: مسلّمیّه) är en ort i Iran.   Den ligger i provinsen Khuzestan, i den centrala delen av landet, 600 km söder om huvudstaden Teheran. Mosallamīyeh ligger 16 meter över havet och antalet invånare är 145.
Terrängen runt Mosallamīyeh är mycket platt. Runt Mosallamīyeh är det ganska tätbefolkat, med 60 invånare per kvadratkilometer. Närmaste större samhälle är Būkhāmeh-ye Soflá, 19,1 km sydost om Mosallamīyeh. Trakten runt Mosallamīyeh är ofruktbar med lite eller ingen växtlighet.